# Boards of Canada
Boards of Canada —  шотландський дует у жанрі  електронної музики, до складу якого входять брати Майкл Сендісон (англ. Michael Sandison) (народився 10 червня 1969) і Маркус Еойн (англ. Marcus Eoin) (народився 21 вересня 1970). Музиканти написали низку платівок, найпомітнішими з яких є Music Has the Right to Children і Geogaddi, випущені при мінімумі реклами та інтерв'ю. Музика дуету являє собою теплі, скрипучі, штучні звуки з телеефіру 1970-х. Майкл і Маркус зізналися, що черпають натхнення із документальних фільмів National Film Board of Canada, з назви якого і була створена назва групи.

## Біографія
Першим повноцінним альбомом колективу вважається Music Has the Right to Children. Але, тим не менш, історія Boards of Canada йде глибоко в 1970-80-і роки (точніше до 1980 року). Приблизно в цей час Майкл Сендісон створює перший колектив (Маркус Еойн приєднається до них тільки в 1986 році). Майкл та інші учасники колективу грали на інструментах, створювали звуки за допомогою домашнього комп'ютера, використовували почуті по радіо семпли. Крім того, колектив знімав невеликі відеострічки, самостійно озвучуючи їх.
До 1989 року в склад Boards of Canada входило вже троє виконавців: Майк, Маркус і Кріс. Створивши невелику студію, група почала виступати публічно, використовуючи при цьому проектори, монітори, дивні плівки, записані з телевізора, різні дитячі пісеньки тощо.
Деякий час Boards of Canada видавали свої альбоми та ЕР власними силами на власному ж лейблі Music70. Одна з таких робіт -Twoism- була видана трохи більшим тиражем (зараз є досить раритетним, продаючись за ціною, набагато більшою, ніж звичайний CD), через деякий час потрапила до рук власникам манчестерської студії звукозапису Skam Records . На наступний день після цього Шон Бут з Autechre запропонував дуету, що утворився після відходу Кріса, підписати контракт з лейблом Skam Records. Тут вони записують ЕР Hi Scores , а також видають свої відео роботи.
Протягом 1997 року колектив кілька разів спільно з Autechre виступав по всій Великій Братанії. В цей же час BoC випустили матеріал під псевдонімом Hell Interface.
У лютому 1998 року BoC підписали контракт з Warp Records . Після цього група випустила ЕР Aquarius на Skam Records , зробила ремікс для Mira Calix на Warp, і тільки потім 20 квітня 1998 випустила значним тиражем свій перший альбом Music Has the Right to Children . Цей альбом здобув широку популярність і отримав позитивні оцінки критиків. У США випуск альбому відбувся у вересні 1998 року на Matador Records. Там альбом також отримав високу оцінку публіки.
У листопаді 1999 року BoC випустили черговий ЕР з 4 треків In a Beautiful Place Out in the Country , після чого почали роботу над другим альбомом.
Всупереч очікуванням, альбом Geogaddi вийшов тільки 18 лютого 2002 року, в той же тиждень зайняв перші місця по продажах.
Всю свою кар'єру Майкл і Маркус не вважали за потрібне розголошувати свої сімейні узи, а просто описували себе як друзі дитинства. Їх спорідненість стала загальновідомо у 2005 році інтерв'ю Pitchfork .
Третій альбом дуету на Warp Records The Campfire Headphase побачив світ 17 жовтня 2005. Альбом складається з 15 композицій, серед яких є «Peacock Tail», «Chromakey Dreamcoat» і «Dayvan Cowboy». 2 версії «Dayvan Cowboy» — оригінальна і ремікс від Odd Nosdam — знаходяться на EP Trans Canada Highway що складається з 6 треків. Він був випущений 26 травня 2006.
23 липня 2007 один з учасників Hexagon Sun розмістив в Boards of Canada Yahoo Groups повідомлення під псевдонімом «hex_official» про те, що новий реліз групи готується до випуску і оголошення про це з'явиться на офіційному сайті Boards of Canada ближче до дати випуску.

## Дискографія

### Ранні релізи
- Catalog 3 (1987) (альбом, касета, Music70)
- Acid Memories (1989) (мініальбом, касета, Music70)
- Closes Vol. 1 (1992) (альбом, касета, Music70)
- Play By Numbers (1994) (мініальбом, касета/компакт-диск, Music70)
- Hooper Bay (1994) (мініальбом, касета/платівка 12", Music70)
- Random 35 Tracks Tape (1995) (збірка, касета, Music70)
- A Few Old Tunes (1996) (збірка, касета, Music70)
- Old Tunes Vol. 2 (1996) (збірка, касета, Music70)
- Boc Maxima (1996) (збірка, касета/компакт-диск, Music70)

### Головні релізи (альбоми, мініальбоми, сингли)
- Twoism (1995) (мініальбом, касета/компакт-диск/платівка 12", Music70, Warp Records)
- Hi Scores (1996) (мініальбом, компакт-диск/платівка 12", Skam Records)
- Aquarius (1998) (мініальбом, платівка 7", Skam Records)
- Music Has the Right to Children (1998) (альбом/касета/компакт-диск/платівка 12", Warp Records, Skam Records)
- Peel Session (1999) (мініальбом, компакт-диск/платівка 12'', Warp Records)
- In a Beautiful Place Out in the Country (2000) (касета/компакт-диск/платівка 12", Warp Records, Music70)
- Geogaddi (2002) (альбом, касета/компакт-диск/платівка 12", Warp Records, Music70)
- The Campfire Headphase (2005) (альбом, компакт-диск/платівка 12", Warp Records)
- Trans Canada Highway (2006) (мініальбом, компакт-диск/платівка 12", Warp Records)
- Tomorrow's Harvest (2013) (альбом, компакт-диск/платівка 12'', Warp Records)

### Інші релізи
- Telephasic Workshop (1998) (сингл, платівка 10", Warp Records)
- Orange Romeda (1998) (композиція на збірці, платівка 12", Warp Records)
- Seven Forty Seven (2009) (композиція на збірці, платівка 12", Warp Records)
- Spiro (2009) Track (композиція на збірці, платівка 12",Warp Records)

### Виступи (концерти та радіо ефіри)
- Disengage (1998)
- Warp 10th Anniversary Party (1999)
- Warp Lighthouse Party (2000)
- All Tomorrows Parties (2001)
- Helter Skelter Radio Show (2002)

## Згадки
- Канали Бі-бі-сі і Channel 4 часто використовують музику дуету у своїх документальних фільмах.
- Плакат The Campfire Headphase можна побачити на стіні відділу ІТ в одному з епізодів британського  ситкому The IT Crowd.
- Режисер Кріс Каннінгем, відомий своїми спільними проектами з електронними виконавцями, використав деякі з треків BoC у виробництві рекламних роликів для BMW, Nissan та Italian Telecom.
- Композиція «Happy Cycling» грає в момент, коли Бренда зустрічає 2 хлопців в 25 епізоді з Six Feet Under; «1969» і «Turquoise Hexagon Sun» були використані як музичний фон у британському серіалі Hollyoaks; «Sunshine Recorder» звучить в одному з епізодів The Real Hustle; «Music is Math» використаний в одному з епізодів Nathan Barley. Під час сцени де Клер і Натан готуються до інтерв'ю з виконавчими директорами телебачення; «Beware the Friendly Stranger» служить музичним фоном для популярного флеш-мультфільму Salad Fingers; багато хто з композицій BoC звучать у ТВ серіалі Monkey Dust; В епізоді серіалу Kyle XY 2x06 головний герой Кайл вставляє компакт-диск в програвач, починає звучати «Dayvan Cowboy» під яку він розслаблюється.